# Церковь Зосимы и Савватия (Ярославль)
Це́рковь Зоси́мы и Савва́тия — православный храм в Ярославле, на Тверицкой набережной. Бывшая зимняя церковь Тверицкого прихода. Ныне — региональный морской храм Ярославской епархии. Памятник архитектуры регионального значения.

## История

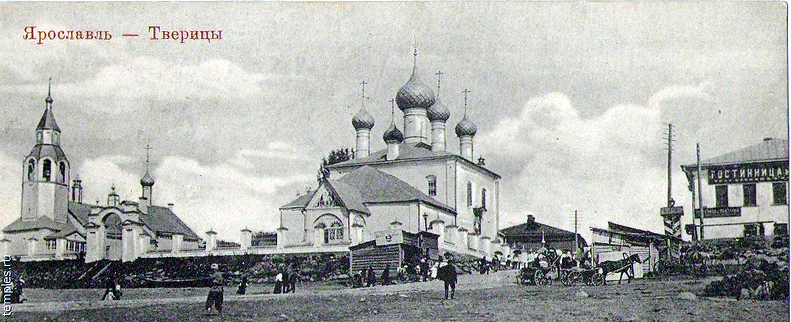
Храмы Тверицкого прихода в начале XX века

Зосимосавватиевская церковь основана в 1652 году как зимняя церковь Тверицкого прихода, к северу от летней Троицкой церкви. Главный престол освящён в честь преподобных Зосимы и Савватия Соловецких. Это единственный храм в Ярославской области, построенный во имя этих святых.
Кирпичное здание взамен деревянного сооружено в 1689—1693 годах на средства купца Ивана Ивановича Кемского. Он на свои деньги повелел выстроить два храма на противоположных берегах Волги — во имя святых преподобных Зосимы и Савватия и Вознесенско-Благовещенский, которые должны были как маяки соединять переправу через Волгу. При этом престол митрополита Филиппа в новом храме был упразднён.
Церковь была закрыта коммунистами в 1930-х годах, глава и колокольня сломаны. Затем здесь размещались мастерские, прачечная. В 1999 году в аварийном состоянии передана РПЦ. Реставрационные работы начаты в конце 2000-х. В настоящее время восстановлена. Купола и кресты на колокольне появились в конце 2011 года.
По благословению митрополита Ярославского и Ростовского Пантелеимона в 2012 году церкви придан статус «регионального морского храма».

## Архитектура и убранство
Одноглавый четверик с двускатной кровлей, с трапезной и колокольней над входом. Среди других ярославских колоколен она выделяется необычным архитектурным решением, переходным от шатровых к ярусным: на четверике стоит широкий восьмерик, над ним аркады и ещё один восьмерик поменьше, который венчает небольшой шатёр.
На первом ярусе западного фасада колокольни церкви располагается мозаичное панно - образ святого праведного воина Феодора Ушакова.

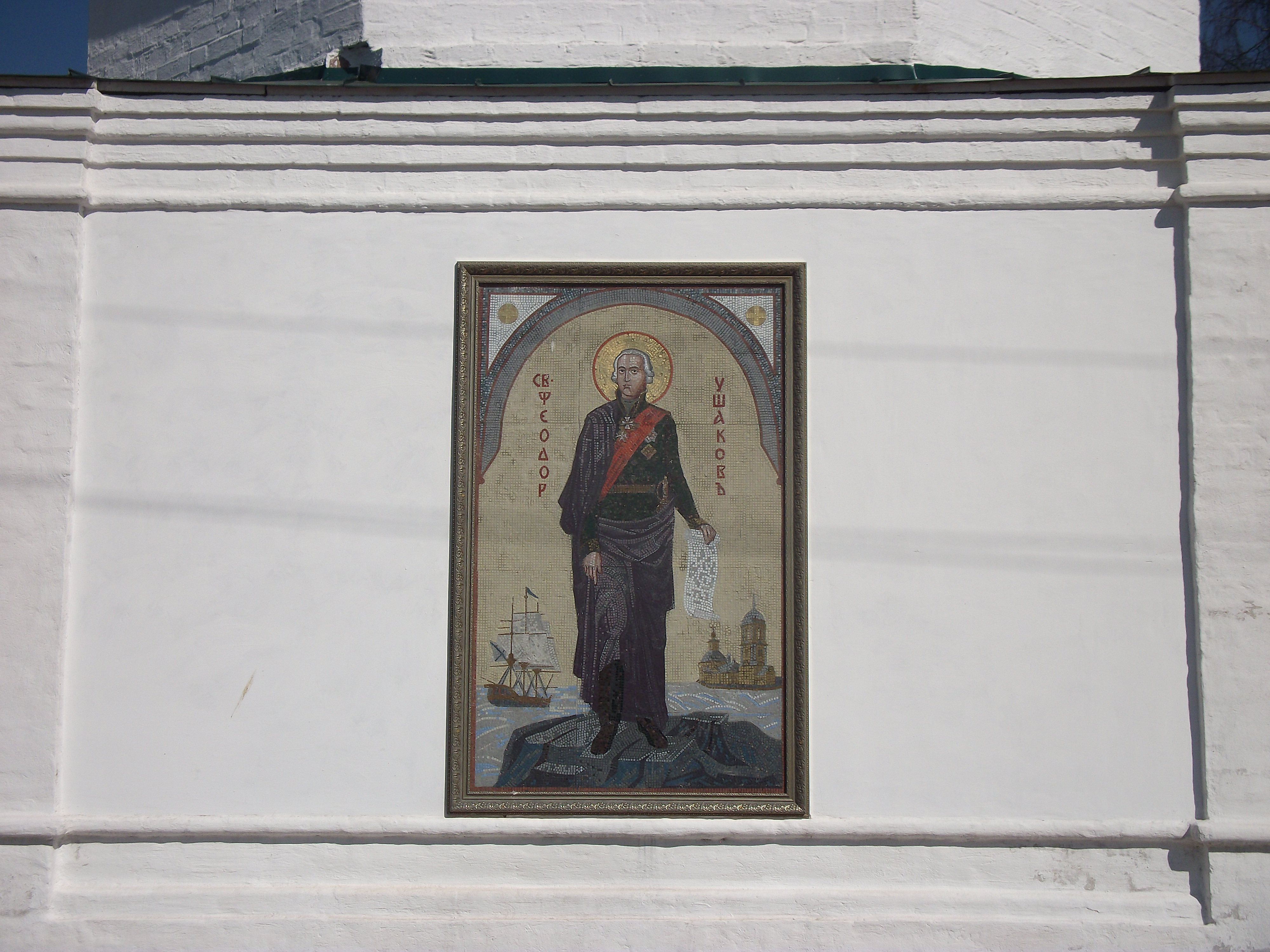
Мозаичное панно на западном фасаде

## Часовня
Небольшая одноглавая кирпичная часовня под клетской кровлей. Построена в 2002 году на месте бывшей церковной сторожки. Освящена 24 мая 2002 года.

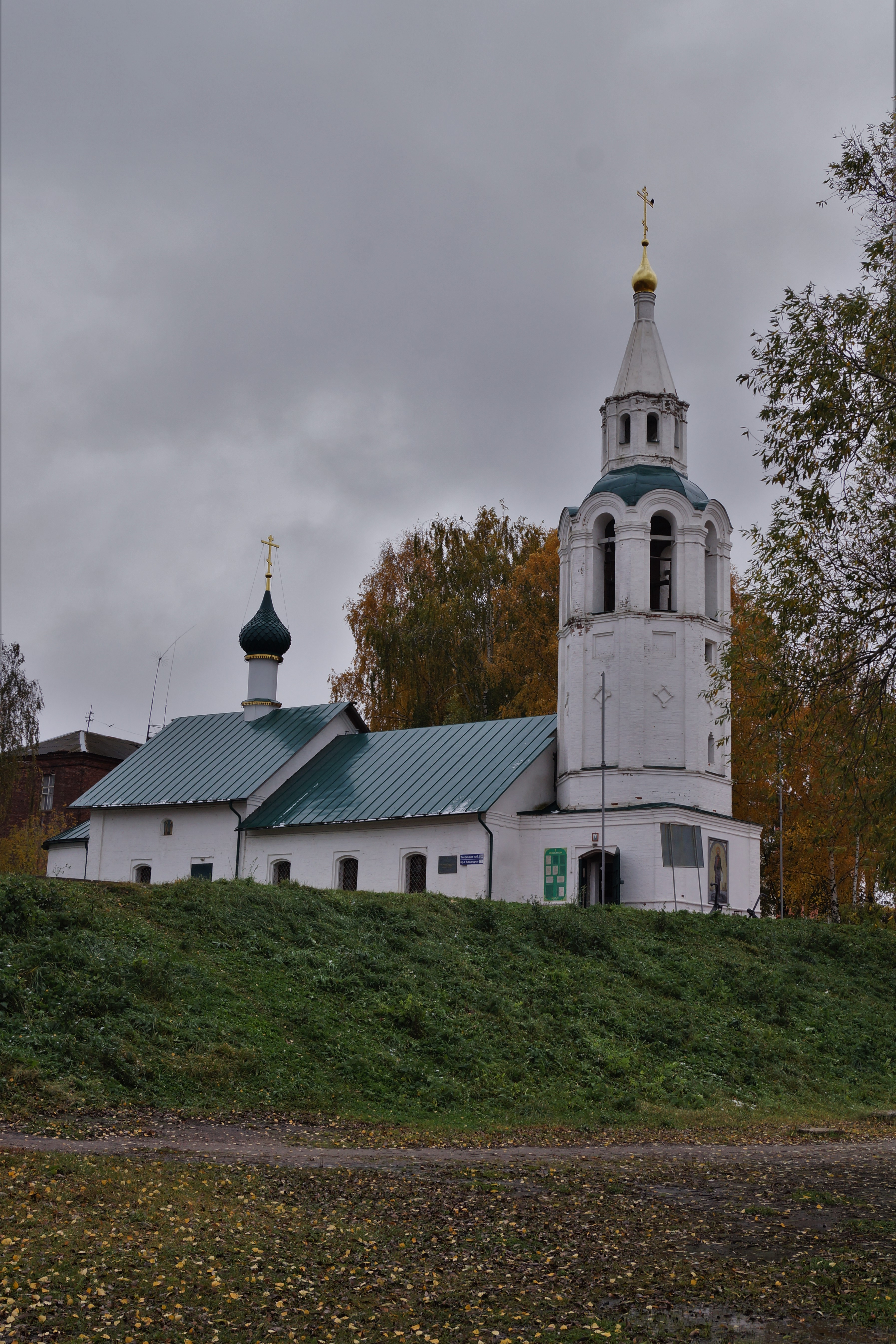
Вид с северо-запада
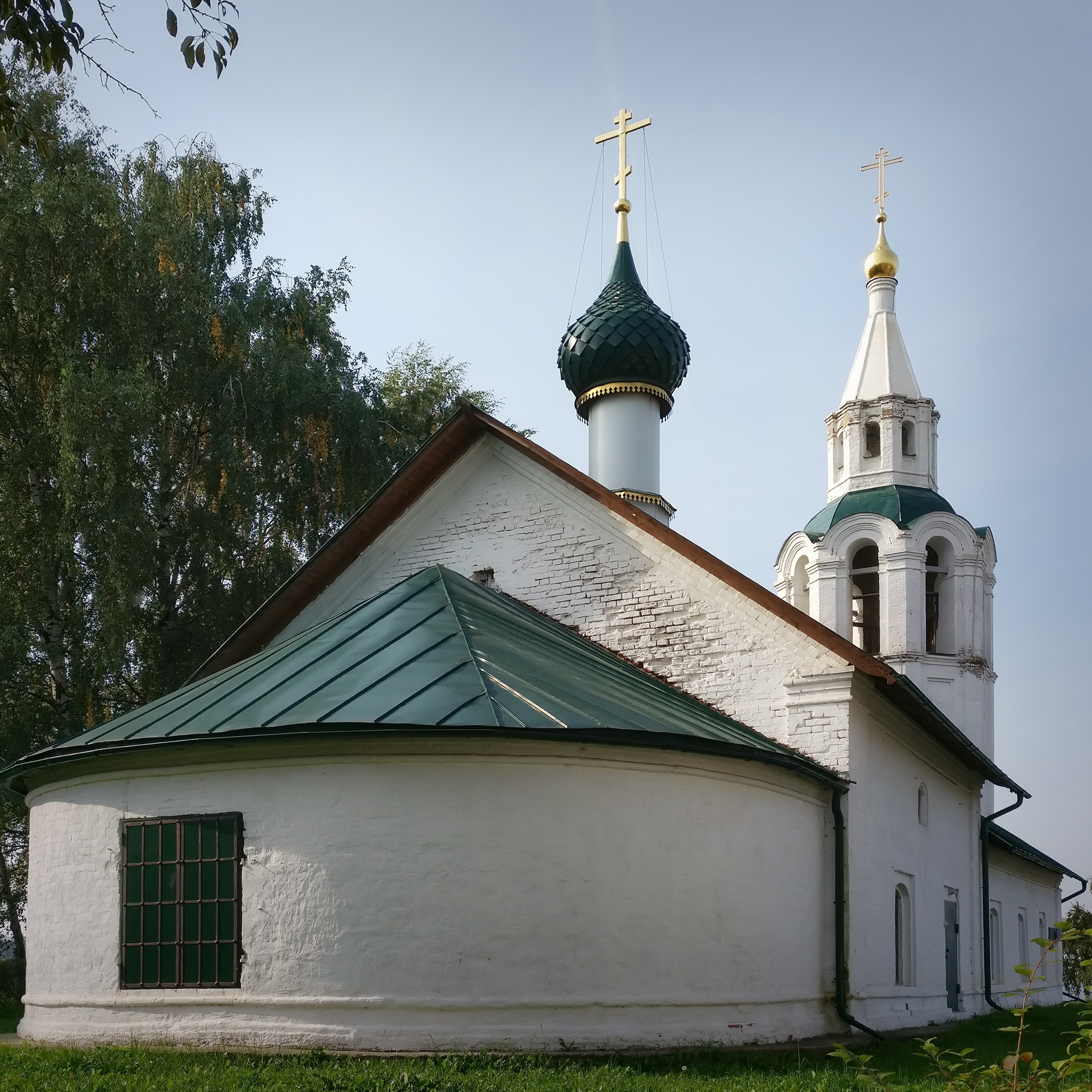
Вид с северо-востока
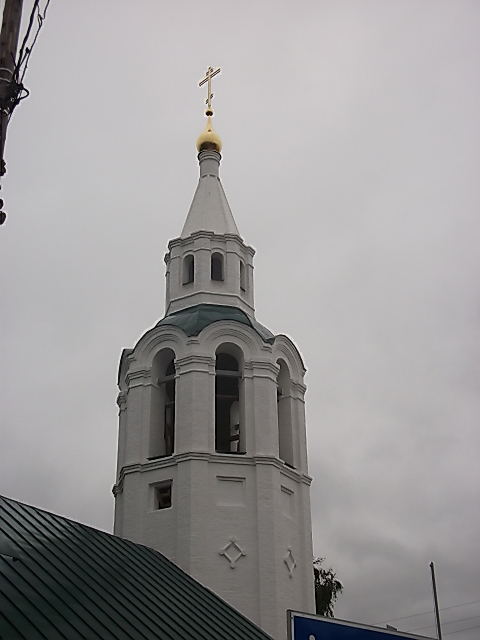
Колокольня
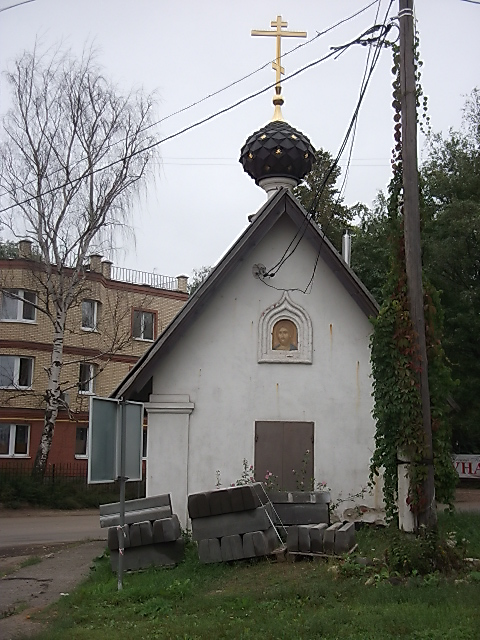
Часовня Зосимы и Савватия
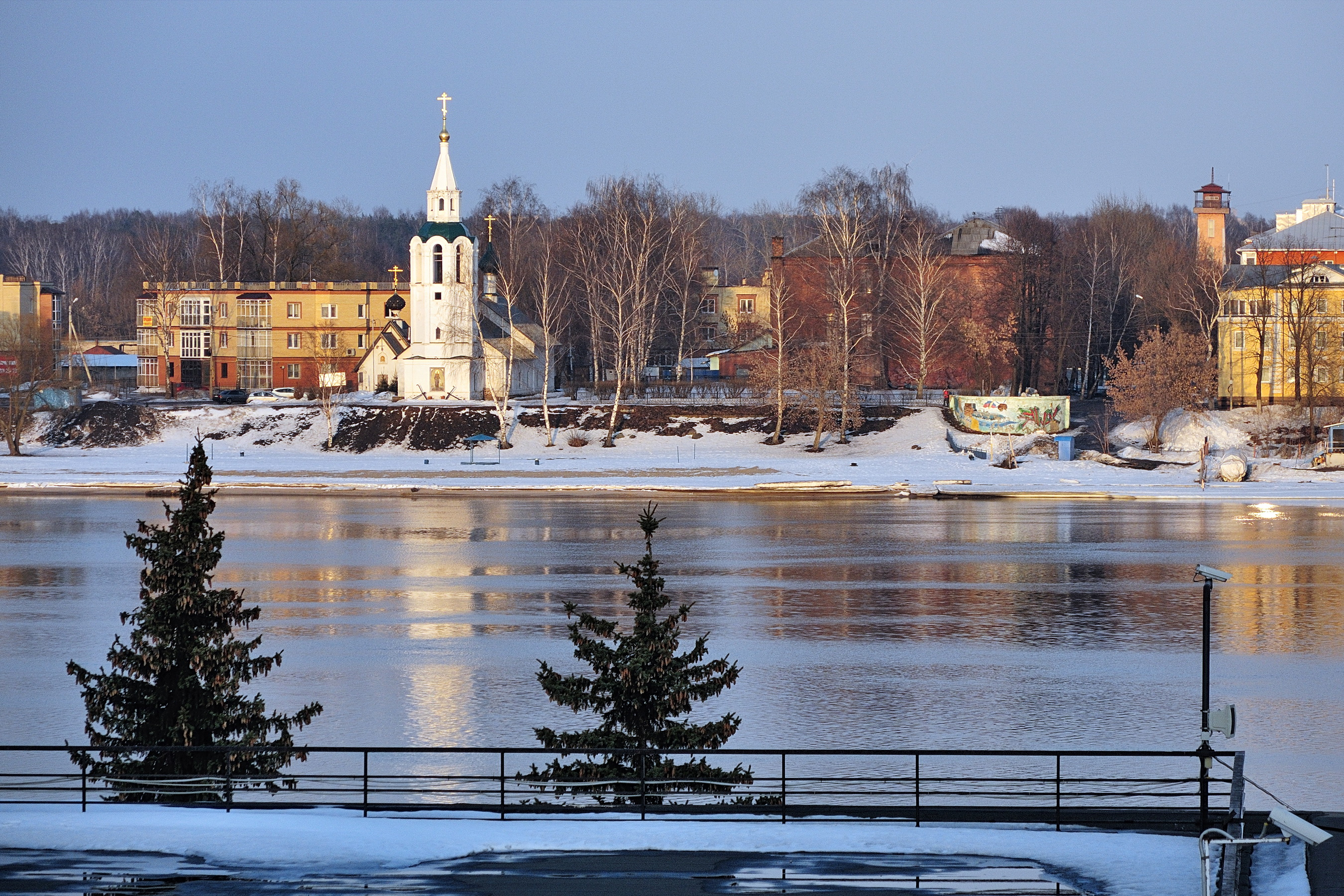
Вид с другого берега Волги